# Kataan
Kataan is een bestuurslaag in het regentschap Temanggung van de provincie Midden-Java, Indonesië. Kataan telt 1688 inwoners (volkstelling 2010).